# Cửu chương toán thuật

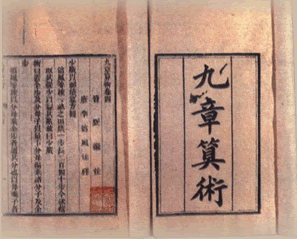
Sách Cửu chương toán thuật

Cửu chương toán thuật (chữ Hán: 九章算術) là một quyển sách về toán học của người Trung Quốc được biên soạn vào thời Đông Hán. Có tài liệu cho rằng, nó được viết khoảng năm 152 TCN bởi một người tên là Quốc Huy. Sách này sau đó được nhiều nhà toán học Trung Quốc mà trong đó có Lưu Huy và Tổ Xung Chi viết bổ sung.
Trong thế kỷ 7–10, Cửu chương toán thuật được dùng làm sách giáo khoa và trở thành một tác phẩm kinh điển đối với các nhà toán học cổ Trung Quốc. Cửu chương toán thuật là một cuốn tự điển toán học độc đáo phục vụ cho những người đạc điền, nhà thiên văn, hay những người thu thuế... của Trung Quốc. Tác phẩm này gồm có 246 bài toán trình bày giả thiết rồi đến lời giải. Tác phẩm này có 9 chương.
1. "Phương điền" (方田): Gồm cách tính diện tích của hình vuông, hình chữ nhật. Dùng số pi xấp xỉ 3 để tính diện tích hình tròn, hình vành khăn... Sau đó Tổ Xung Chi tìm ra pi gần bằng 3,14159265...
2. "Túc mễ" (粟米): Bao gồm những bài toán, mỗi bài tuân theo một thuật toán riêng nêu cách thu thuế thời cổ. Chương còn có các kiến thức về quy tắc tam suất và chia tỉ lệ trên số nguyên hay phân số.
3. "Suy phân" (衰分): Gồm những bài toán chia tỉ lệ, quy tắc tam suất đơn và kép.
4. "Thiếu quảng" (少廣): Có các quy tắc khai căn bậc hai và bậc ba.
5. "Thương công" (商功): Ước tính các công trình, tập trung những bài toán liên quan đến những kích thước khi xây dựng tường thành, đào hào hố, đắp pháo đài, xây đê điều... Trong đó có các công thức tính thể tích những khối khác nhau.
6. "Quân thâu" (均輸): Bao gồm một loạt bài toán về tính tổng của các cấp số cộng riêng biệt, về tính công chung của nhiều người có năng suất lao động khác nhau.
7. "Doanh bất túc" (盈不足): Gồm những bài toán từ dễ đến khó dẫn đến các phương pháp giải những phương trình tuyến tính và hệ phương trình tuyến tính.
8. "Phương trận" (方程): Gồm giải hệ năm phương trình tuyến tính. Do nhu cầu hoàn thiện việc giải hệ phương trình tuyến tính mà các nhà toán học Trung Hoa đã phát minh đầu tiên trên thế giới về cách giải ma trận. Ở châu Âu, ý niệm tương tự như thế về định thức được Leibniz tìm ra vào thế kỷ 17.
9. "Câu cổ" (勾股): Gồm những bài toán xác định khoảng cách và chiều cao không tới được nhờ định lý Thương Cao (商高定理) và các tính chất của tam giác đồng dạng.

Trong Cửu chương toán thuật, người Trung Quốc đã giải phương trình bậc hai mà sau này gọi là phương pháp "thiên tố". Thế kỷ 7, Vương Hiếu Thông đã dùng phương pháp ấy để giải phương trình bậc ba. Thế kỷ 13, Chu Thế Kiệt đã dùng phương pháp này để tìm nghiệm phương trình hữu tỉ bậc 4. Thế kỷ 13, đã trình bày chi tiết phương pháp thiên tố, thực chất phương pháp này tương đương với phương pháp Horner được phát minh ở châu Âu vào năm 1819.

## Các dịch phẩm
- Tiếng Anh: SHEN Kangshen – The Nine Chapters on the Mathematical Art, Oxford 1999. ISBN 0-19-853936-3
- Tiếng Pháp: Chemla, Karine, và Shuchun Guo – Les neuf chapitres: le classique mathématique de la Chine ancienne et ses commentaires, Paris: Dunod 2004.